# Nebe (přírodní rezervace)
Nebe je přírodní rezervacepoblíž města Kašperské Hory v okrese Klatovy. Chráněné území se rozkládá asi jeden a půl kilometr jihovýchodně od města, po pravé straně silnice II/145 do Řetenic. Oblast spravuje Správa NP a CHKO Šumava. Důvodem ochrany je přírodní útvar menší rozlohy, zejména naleziště vzácných nebo ohrožených druhů rostlin a živočichů ve fragmentech ekosystémů s regionálním ekologickým, vědeckým či estetickým významem.